# Janów (rejon starosamborski)
Janów (ukr. Іванів) – wieś w rejonie samborskim (wcześniej w rejonie starosamborskim) obwodu lwowskiego Ukrainy. Wieś liczy około 121 mieszkańców. Podlega czaplewskiej silskiej radzie.
W 1921 r. liczył około 381 mieszkańców. W okresie międzywojennym znajdował się w powiecie samborskim.
W czasie okupacji niemieckiej mieszkające tutaj ukraińskie małżeństwo Łeszów udzielało schronienia Żydom. W 1998 roku Instytut Jad Waszem uhonorował za to Iwana Łeszo i Chrystynę Łeszo tytułami Sprawiedliwych wśród Narodów Świata.